# ラスール・ガムザートフ
ラスール・ガムザートヴィチ・ガムザートフ(Rasul Gamzatovich Gamzatovアヴァル語: ХӀамзатил Расул, IPA: [ħamzatil rasul]; ロシア語: Расу́л Гамза́тович Гамза́тов; IPA: [rɐˈsul ɡɐmˈzatəvʲɪtɕ ɡɐmˈzatəf] ( 音声ファイル); 1923年9月8日 – 2003年11月3日)は、おそらく最も有名なアヴァル語詩人である。幾多有る彼の詩の中で特に『鶴』は広く知られるソビエトの歌となった。

## 生涯
1923年9月8日にコーカサス北東部のアヴァールの村ツアダで誕生した。父ツアダサ・ガムザトは高名な吟遊詩人であり、山岳地帯で昔から伝わっている吟遊詩人の詩歌をいまだ継承していた。彼は飛行機が初めて着陸した空地へと急いで駆け出していった地元少年グループに関する最初の詩を書いたときまだ11歳であった。父は詩の書き方を教えてくれた先生でもある。さまざまあるラスール・ガムザートフの詩で『Исчезли солнечные дни』も歌になっている。
ガムザートフは1952年にスターリン国家賞、1963年にレーニン賞、1981年に国際ボテフ賞を受賞している。
ガムザートフの記念碑は2013年7月5日にモスクワ中心部のヤーウズスキー大通りで公開された。

## 栄誉と受賞

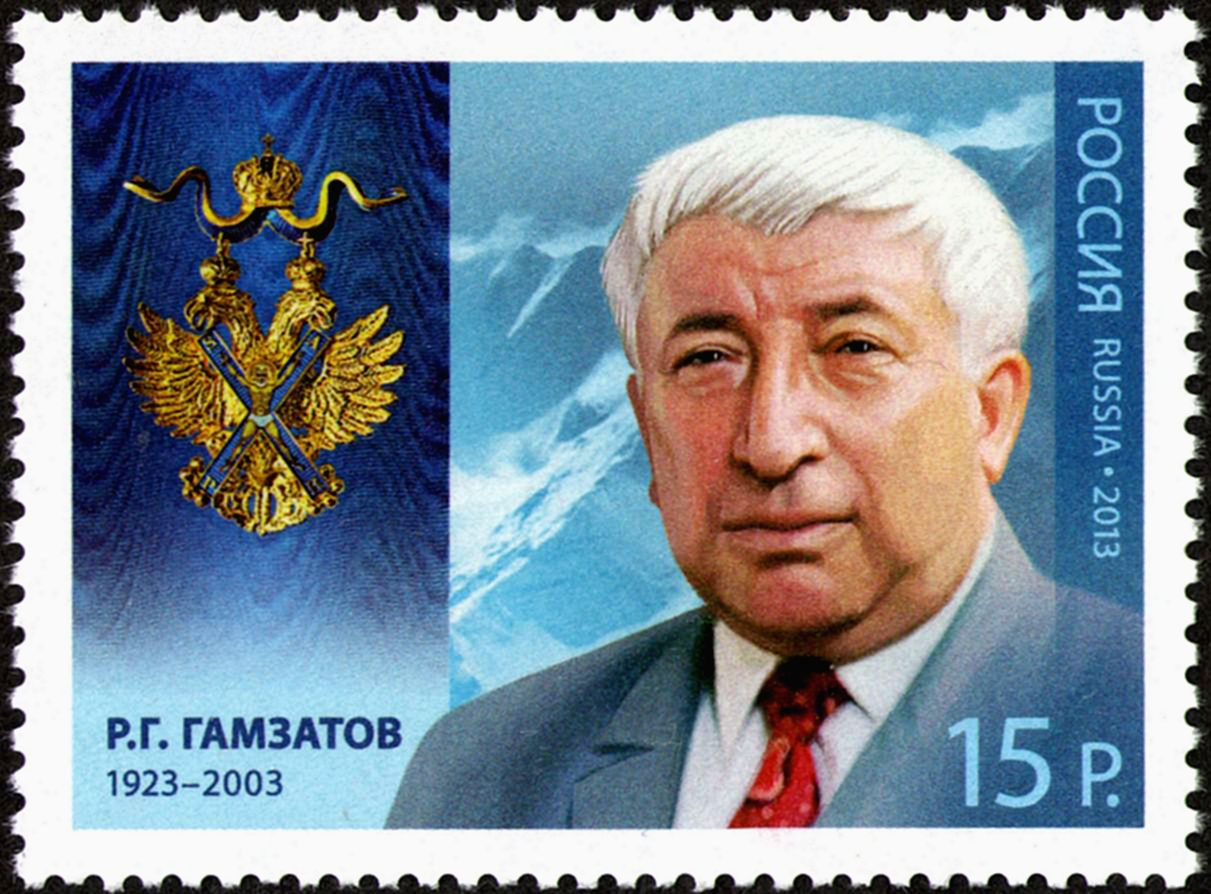
2013年にロシアで発行された切手

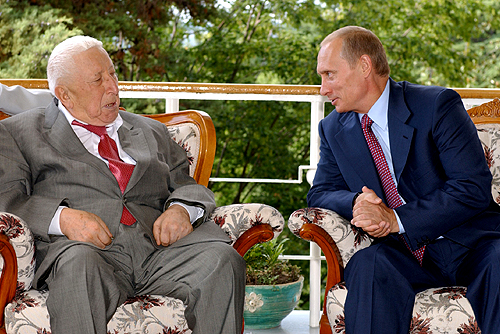
2003年、ウラジーミル・プーチン大統領と会談した際の写真

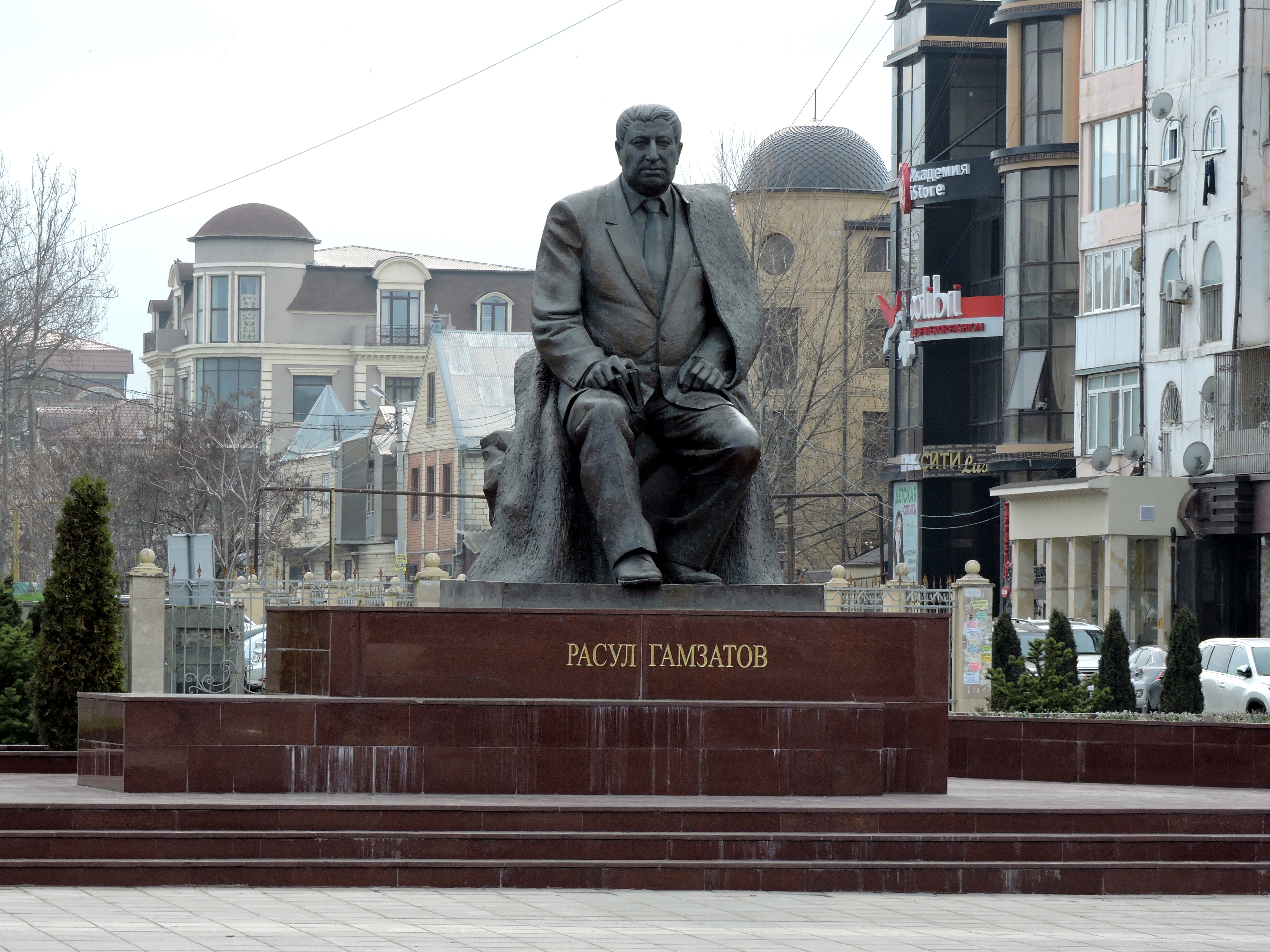
タゲスタン共和国の首都マハチカラに設置された銅像

- 社会主義労働英雄 (1974年9月27日)
- Order of St. Andrew (2003年9月8日) - 国文学や公的活動の発展に大きく貢献[5]
- Order of Merit for the Fatherland, 第3席 (1999年4月18日) - ロシア多国籍文化への卓越した貢献
- Order of the Friendship of Peoples (1993年9月6日) - ソビエト多国籍文学の発展と生産的な社会活動に顕著な貢献
- 4度 レーニン勲章
- 十月革命勲章
- 労働赤旗勲章, 4度受賞
- Order of Peter the Great
- Order of Saints Cyril and Methodius (ブルガリア)
- レーニン賞 (1963) - 受賞理由、著作"High Star"
- スターリン国家賞, 第3席 (1952) - 詩集及び詩"The year of my birth"
- Maxim Gorky RSFSR State Prize|State Prize of the RSFSR, Gorky (1980) - 詩"Take care of mothers'
- People's Poet of Daghestan
- International Award for "Best Poet of the 20th century"
- Writers Award in Asia and Africa "Lotus"
- Jawaharlal Nehru Award
- Ferdowsi Award
- Award of Hristo Botev
- International Prize Sholokhov in art and literature
- Award Lermontov
- Award Fadeeva
- Award Batyr
- Award Mahmoud
- C. Award Stalskiy
- G. Award Tsadasy
- Order of the Golden Fleece (ジョージア)